# Schwefelbrunnen Balingen
Koordinaten: 48° 16′ 10,7″ N, 8° 51′ 3,4″ O
Der Schwefelbrunnen Balingen ist ein Geotop und Kulturdenkmal in der Kernstadt von Balingen.
Seit Juli 2020 ist der Schwefelbrunnen ein Geopoint des UNESCO Geoparks Schwäbische Alb.

## Lage
Der Brunnen befindet sich bei der Kreuzung Spitalstraße / Wilhelm-Kraut-Straße in Balingen.

## Geschichte
Bei der Suche nach Trinkwasser stieß man 1724 bei Bohrungen in etwa sechs Meter Tiefe auf das schwefelhaltige Wasser.
Die Balinger Bevölkerung trank seit dem Mittelalter Bachwasser aus der Steinach oder Schwefelwasser. Erst Bürgermeister Eisele gelang es Ende des 19. Jahrhunderts, eine Süßwasserquelle neben der „Hossinger Leiter“ zu kaufen.

## Geologie
Das Wasser des Brunnens entstammt den Schichten der Posidonienschiefer-Formation. Diese Gesteine enthalten das Mineral Pyrit. Wenn das Mineral mit sauerstoffhaltigem Wasser in Kontakt kommt, dann entstehen wasserlösliche Schwefelverbindungen, die sich im Wasser anreichern und die Ursache für den typischen leicht bitteren Geschmack sind.

## Kulturdenkmal
Laufbrunnen mit Froschrelief als Wasserspeier, Jahreszahl 1935